# しあわせについて
「しあわせについて」は、シンガーソングライター・さだまさしが1982年5月25日にリリースしたシングル曲である。

## 楽曲解説

### しあわせについて
第二次大戦中の沖縄戦でのひめゆり部隊を描いた東宝創立50周年記念映画『ひめゆりの塔』の主題歌として作られ、16.3万枚を売り上げた。
2年前に発表した「防人の詩」で「好戦的右翼」というレッテルを貼られたさだまさしは、この「しあわせについて」では「日和見的左翼」というまったく逆の評価をされる。
1989年にはダスキンのイメージソングに用いられたことを機に「親父の一番長い日」とともにシングルCDがリリースされた。

## 収録曲

### SIDE 1
「しあわせについて」（作詩・作曲・編曲：さだまさし、編曲：渡辺俊幸）

### SIDE 2
「苺ノ唄」（作詩・作曲：さだまさし、編曲：渡辺俊幸）